# 岩槻安穏朝市
岩槻安穏朝市（いわつきあんのんあさいち）は、埼玉県さいたま市岩槻区で開催されている朝市である。

## 概要
毎月（8月は休み）第3日曜日の午前9時から午後1時にかけて、さいたま市岩槻区太田の嵓月山・浄源寺にて開催されている。「岩槻は朝市からはじまる。の会」が主催し、地場野菜、地域のB級グルメ、工芸品の販売をはじめ、東日本大震災で被害に遭った福島県の応援コーナーも設けられている。
名称は浄土真宗の宗祖とされる親鸞の言葉「世の中安穏なれ」に由来し、マスコットキャラクターは「いわつきん。」である。
第１回目の開催は、2011年10月。コロナ禍で開催中止を余儀なくされ、2022年7月に876日ぶりに復活し、2023年2月には通算100回目の開催を迎え、三遊亭楽生による記念落語会が開かれた。
第１回目の開催にあたり、先代住職（河津頴修）から以下の言葉を頂戴し、それを守り続けている。
- 続けること  こんなイベントをしたい。という人たちを沢山見てきた  でも続けている人を見たことがない  やるのであれば、続けること
- 本物を揃える 世間はつい安い物を買ってしまう人が多い  岩槻は500年の城下町、そして人形のまち  モノには価値があり、価値には値段がある  本物を揃え、来場者にそれを教える場であって欲しい

## 外部サイト
- 岩槻安穏朝市 - 公式ホームページ
- 岩槻安穏朝市 - 公式Facebookページ
- いわつきん。＠岩槻安穏朝市 (@iwatsukin) - 公式Twitter
- 岩槻安穏朝市（@iwatsukiasa1）- 公式Instagram
- 岩槻安穏朝市プレスリリース（岩槻は朝市からはじまる。の会）-ValuePress!

1. ↑  “安穏朝市かわら版: 安穏朝市とは”. 安穏朝市かわら版. 2023年9月8日閲覧。